# Anopheles pleccau
Anopheles pleccau är en tvåvingeart som beskrevs av Gen'ichi Koidzumi 1924. Anopheles pleccau ingår i släktet Anopheles och familjen stickmyggor. Inga underarter finns listade i Catalogue of Life.